# أمل آدم
أمل آدم لاعبة منتخب مصر في القوس والسهم. حصلت على الميدالية الذهبية مع المنتخب المصري في دورة الألعاب الأفريقية 2019 في المغرب. هي الاعبة المصرية الوحيدة المشاركة في رياضة القوس والسهم في الألعاب الأولمبية الصيفية 2020.

## المشاركة الأولمبية

### طوكيو 2020
تأهل رياضيّان مصريّان لمنافسات النبالة الفردية والفرق المختلطة بتحقيقهم للميدالية الذهبية في ألعاب عموم أفريقيا 2019 في الرباط، المغرب.
| الرياضيّ           | الحدث        | دور الترتيب | دور الترتيب | دور الـ64                             | دور الـ32     | دور الـ16     | ربع النهائي   | نصف النهائي   | النهائي / م.ب. | النهائي / م.ب. |
| الرياضيّ           | الحدث        | النتيجة     | الترتيب     | الخصم النتيجة                         | الخصم النتيجة | الخصم النتيجة | الخصم النتيجة | الخصم النتيجة | الخصم النتيجة  | الترتيب        |
| ----------------- | ------------ | ----------- | ----------- | ------------------------------------- | ------------- | ------------- | ------------- | ------------- | -------------- | -------------- |
| أمل آدم           | فردي – سيدات | 570         | 63          | جامغ مين هي ‏ (كوريا الجنوبية) · خ 0-6 | لم تتأهل      | لم تتأهل      | لم تتأهل      | لم تتأهل      | لم تتأهل       | لم تتأهل       |
| يوسف طلبة أمل آدم | فرق مختلطة ‏  | 1215        | 29          | —                                     | —             | لم يتأهلا     | لم يتأهلا     | لم يتأهلا     | لم يتأهلا      | لم يتأهلا      |